# Comté d'Arapahoe
Le comté d'Arapahoe est un comté de l'État du Colorado dont le siège est Littleton. Il fait partie de la zone métropolitaine Denver-Aurora.

## Histoire
Le comté doit son nom à la tribu amérindienne des Arapahos. En 1901, l'Assemblée générale du Colorado décide de découper le comté d'Arapahoe en trois parties : le comté-cité de Denver, le comté d'Adams et le comté de South Arapahoe.
À la suite de différents retards et un référendum, la réorganisation est reportée jusqu'au 15 novembre 1902. Le 11 avril 1903, l’Assemblée du Colorado modifie le nom du comté de South Arapahoe en comté d'Arapahoe.

## Démographie
| 1870  | 1880   | 1890    | 1900    | 1910   | 1920   |
| ----- | ------ | ------- | ------- | ------ | ------ |
| 6 829 | 38 644 | 132 135 | 153 017 | 10 263 | 13 766 |

| 1930   | 1940   | 1950   | 1960    | 1970    | 1980    |
| ------ | ------ | ------ | ------- | ------- | ------- |
| 22 647 | 32 150 | 52 125 | 113 426 | 162 142 | 293 621 |

| 1990    | 2000    | 2010    | - | - | - |
| ------- | ------- | ------- | - | - | - |
| 391 511 | 487 967 | 572 003 | - | - | - |

## Villes

### Municipalités
- Aurora
- Bennett
- Bow Mar
- Centennial
- Cherry Hills Village
- Columbine Valley
- Deer Trail
- Englewood
- Foxfield
- Glendale
- Greenwood Village
- Littleton
- Sheridan

### Census-designated places
- Aetna Estates
- Brick Center
- Byers
- Cherry Creek
- Columbine
- Comanche Creek
- Dove Valley
- Holly Hills
- Inverness
- Peoria
- Strasburg
- Watkins